# Gavicalis
Gavicalis is een geslacht van zangvogels uit de familie honingeters (Meliphagidae).

## Soorten
De volgende soorten zijn bij het geslacht ingedeeld:
- Gavicalis fasciogularis – Mangrovehoningeter
- Gavicalis versicolor – Wielewaalhoningeter
- Gavicalis virescens – Fluithoningeter